# Stazione di Verolanuova
La stazione di Verolanuova è una stazione ferroviaria posta lungo la linea Brescia–Cremona, a servizio del comune di Verolanuova. Secondo i criteri di Rete Ferroviaria Italiana, la stazione è classificata nella categoria silver.

## Storia
La stazione fu attivata il 15 dicembre 1866 contemporaneamente alla tratta Olmeneta–Brescia, che completava la linea Pavia–Cremona–Brescia.

## Strutture ed impianti
La stazione è fornita di un fabbricato viaggiatori a due piani, costruito nel classico stile delle Strade Ferrate Meridionali, che costruirono la linea e la esercirono fino al 1868.

## Movimento
La stazione è servita dai treni regionali Trenord in servizio sulla relazione Brescia–Cremona, cadenzati a frequenza oraria. Ad esse si aggiunge una coppia di corse della Freccia della Versilia, che collega quotidianamente Bergamo a Pisa, utilizzando anche la Brescia-Cremona.